# Mare de Déu del Rebollet
La Mare de Déu del Rebollet és una imatge religiosa que deu el seu nom al seu lloc de procedència, el poblat del Rebollet, prop de l'actual ciutat d'Oliva, la Safor, al País Valencià.

## Història
Representa la Mare de Déu donant el pit al nen Jesús, aquestes imatges apareixen en el cristianisme català del segle xii, i a la fi del segle següent apareixen obres d'aquest estil al Regne de València. La Mare de Déu apareix asseguda sobre un banc amb coixí recolzant el nen sobre els seus genolls i li dona el pit esquerre a l'infant, ajudant-se amb la seua mà dreta.
La imatge roman durant tot l'any al seu cambril de l'altar major de l'església de l'antic convent de Santa Maria del Pi, actual església del Rebollet, excepte durant les festes patronals del 29 d'agost al 8 de setembre en què es trasllada a l'església parroquial d'Oliva.
La seua datació exacta és difícil. És acceptat per tots els historiadors com a forquilla els segles XII - XIII. El tipus d'iconografia apunta més a aquest últim, ja que a València no apareixen imatges d'aquest tipus en l'anterior. Malgrat això, altres dades la situen en el XII. De qualsevol manera, és probablement anterior a la conquesta de València (1238) i de la donació del castell del Rebollet al cavaller Carròs (1240). La primera dada que parla del culte a la Mare de Déu del Rebollet és de l'any 1270; se li ret culte a l'església de Sant Nicolau al Rebollet on ja era costum treure-la en processó davant calamitats o desgràcies. També hi ha una gran devoció a la Mare de Déu per part dels olivers des de temps immemorials, on existeix una confraria en el seu honor. Ja en els segles XV - XVI consten diverses processons i pelegrinatges per part de les poblacions veïnes.
La imatge està feta en fusta de bedoll. Presenta un buit a la part posterior que contenia una peça de ferro ancorada amb claus i amb una anella, se'n desconeix la finalitat encara que es creu que era per a poder mantenir-la fixa en alguna espècie de pal durant les batalles. Amb el pas dels anys presentava un estat lamentable. La pintura s'havia desprès en diversos llocs, presentava inserits metàl·lics (com claus), diverses capes de pintura, despreniments de fusta i pedaços amb estuc. A principis de l'any 1999 va ser sotmesa a un procés de restauració al Centre de Restauració de la Comunitat Valenciana. A resulta d'aquesta intervenció es van eliminar els ornaments de la Mare de Déu: vestits, perruca i corona d'argent.

## Fites
- El 8 de març de 1922 és declarada patrona d'Oliva per la Sagrada Congregació de Ritus després de la petició de tal concessió per part del sacerdot D. Salvador Camps Pons i el llavors alcalde de la ciutat Joaquín Alemany Alemany.
- El 8 de setembre de 1999 va ser coronada canònicament la imatge de la Mare de Déu del Rebollet.